# Cumella (Cumella) hirsuta
Cumella (Cumella) hirsuta is een zeekommasoort uit de familie van de Nannastacidae. De wetenschappelijke naam van de soort is voor het eerst geldig gepubliceerd in 1895 door Hansen.